# Antonio Manca
Antonio Manca (Macomer, 17 novembre 1886 – ...) è stato un magistrato italiano.

## Biografia
Nato a Macomer il 17 novembre 1886, divenne magistrato nel 1909 ed iniziando la sua carriera presso la Regia Procura di Cagliari. Fece parte dal 1939 al 1943 di una commissione denominata tribunale della razza.
e fu componente supplente del Consiglio superiore della magistratura a partire dal 1941 e dal 1944 assumendo le funzioni di direttore generale capo dell'Ufficio superiore del personale al Ministero di grazia e giustizia. Nel dopoguerra è stato procuratore generale presso la Corte di cassazione.
È stato eletto giudice della Corte costituzionale dai magistrati della Corte di cassazione il 23 giugno 1956 e ha giurato il 3 luglio 1956. È cessato dalla carica il 3 luglio 1968.